# Kościół św. Jana Chrzciciela w Hulczynie
Kościół św. Jana Chrzciciela w Hulczynie – rzymskokatolicka świątynia w mieście Hulczyn, siedziba parafii św. Jana Chrzciciela.

## Historia
Pierwsza wzmianka o świątyni pochodzi z 1378 roku. Pierwotnie w całości gotycki. Wieża oraz fasada zostały później zbarokizowane. W 1597 wieża się zawaliła niszcząc dużą część korpusu nawowego. Świątynię odbudowano w 1608. W 1616 kościół spłonął w pożarze miasta. W 1649 w nowo naprawiony dach wieży budynku uderzył piorun. W 1943 odlano nowe dzwony w miejsce starych, brązowych, zarekwirowanych na cele wojenne. Kościół był remontowany w latach 1998–2001. W 2006 w budynku kościoła zostały umieszczone 24-głosowe organy.

## Architektura
Wieża jest barokowa, korpus nawowy gotycki. Kościół posiada dwie sygnaturki: małą, na nawie świątyni, oraz dużą, nad prezbiterium. Od północy do kościoła dostawiona jest kaplica boczna.
Ołtarz główny jest barokowy. Pośrodku znajduje się obraz przedstawiający chrzest Jezusa. Na górze ołtarza widoczna jest figura Maryi z Dzieciątkiem Jezus.